# Abu al-Hasan Ali
Abu al-Hasan 'Ali (muerto c. 1009) fue rey de Corasmia desde 997 hasta su muerte. El segundo miembro de la dinastía Ma'muní, él era el hijo de Ma'mún I ibn Muhámmad.
En 997 Ali asumió en Corasmia tras la muerte de su padre. Poco se sabe de su reinado, además de que su emirato dependía de los Qarajánidas, rivales de los Gaznávidas. Murió en algún momento alrededor de 1009 y fue sucedido por su hermano, Abu al-Abbas Mamun.